# En la Tierra somos fugazmente grandiosos
En la Tierra somos fugazmente grandiosos (en inglés: On Earth We're Briefly Gorgeous) es la primera novela del poeta vietnamita-estadounidense Ocean Vuong, publicado en Estados Unidos por la editorial Penguin Group el 4 de junio de 2019. Es una novela epistolar, está escrita en forma de una carta de un hijo vietnamita-estadounidense a su madre analfabeta.

## Argumento
La novela está escrita en la forma de una carta por un vietnamita-estadounidense joven apodado Perro Pequeño, cuya vida refleja la de Ocean Vuong. La carta está escrita a la madre de Perro Pequeño, llamada Hong, más a menudo traducido como Rosa (hồng). La novela tiene una narrativa no lineal.
La novela también cuenta la vida de la abuela de Perro Pequeño, llamada Lan, quien huyó de un matrimonio arreglado durante la Guerra de Vietnam y se convirtió en una prostituta. Ella se casó con un soldado americano blanco y tuvieron una hija, a pesar de que el padre probablemente era otro hombre. La niña es la madre de Pequeño Perro, Rosa. Apenas sabe leer y porque dejó de estudiar a los cinco cuando su escuela en Vietnam colapsó durante una redada de napalm estadounidense. Como consecuencia, sufre de trastorno por estrés postraumático. Rosa se casó con un hombre abusivo pero se separó de él finalmente.
Rosa trabaja en un salón de uñas. Ella lucha siendo una madre soltera que vive en Hartford, Connecticut con su hijo y su madre Lan. Viven en Estados Unidos como refugiados, los tres apenas pueden hablar inglés. Perro Pequeño, quien es gay, es maltratado por su madre durante su niñez. A la mitad de la novela, Perro Pequeño conoce un joven blanco llamado Trevor mientras trabajaba durante el verano en una granja de tabaco. Los dos forman una relación romántica. Trevor finalmente se vuelve adicto a los opioides y más tarde muere de una sobredosis.

## Publicación
La versión en inglés de En la tierra somos fugazmente grandiosos se publicó el 4 de junio de 2019 por la editorial Penguin Group.
La novela debutó en el número 6 en la lista de best-sellers del New York Times el 23 de junio de 2019 en la categoría de ficción. Estuvo en esta lista durante seis semanas.

## Recepción
El agregador de reseñas Book Marks informó que de una muestra de 38 revisiones, 58% de los críticos dieron muy buenas críticas a la novela, mientras que 29% de los críticos expresaron impresiones positivas, y 13% dieron reseñas mixtas.
Kirkus reviews dio a la novela una buena crítica, diciendo que "el resultado es un híbrido imposible de categorizar, que se lee como una memoria, una novela de aprendizaje y un poema largo. Pero más importante que las etiquetas es la creencia sincera que tiene la novela sobre la necesidad de las historias y el lenguaje para nuestra supervivencia. Una incursión cruda e incandescente en la ficción por uno de nuestros poetas más talentosos”.
Ron Charles del Washington Post elogió a la novela, llamándola “permanentemente impresionante”.
En su crítica para Time, el novelista vietnamita-americano Viet Thanh Nguyen escribió, "Vuong se niega a estar avergonzado. Transforma lo emocional, lo visceral, lo individual en político en una inolvidable y hermosa novela, un libro que busca afectar a sus lectores tan profundamente como Pequeño Perro se ve afectado".
Escribiendo para Los Angeles Times, Steph Cha llamó a la novela "un libro de belleza sostenida y lirismo, serio e implacable, una serie de notas altas que tiembla exquisitamente casi sin descanso".
Dwight Garner de The New York Times dio a la novela una crítica mixta, escribiendo: "La escritura de Vuong sobre los salones de uñas y la forma en que las madres criaron a sus hijos en ellos es conmovedora y rara vez menos que excelente". En la tierra somos fugazmente grandiosos está, al mismo tiempo, lleno de escritura llamativa y afectada, con catarsis forzadas y cuasi profundidades. Hay suficientes de estas que la quilla de esta novela puede quedarse en el lodo".
El Washington Post nombró a la novela como uno de los diez mejor libros de 2019.